# محفظه هرمس

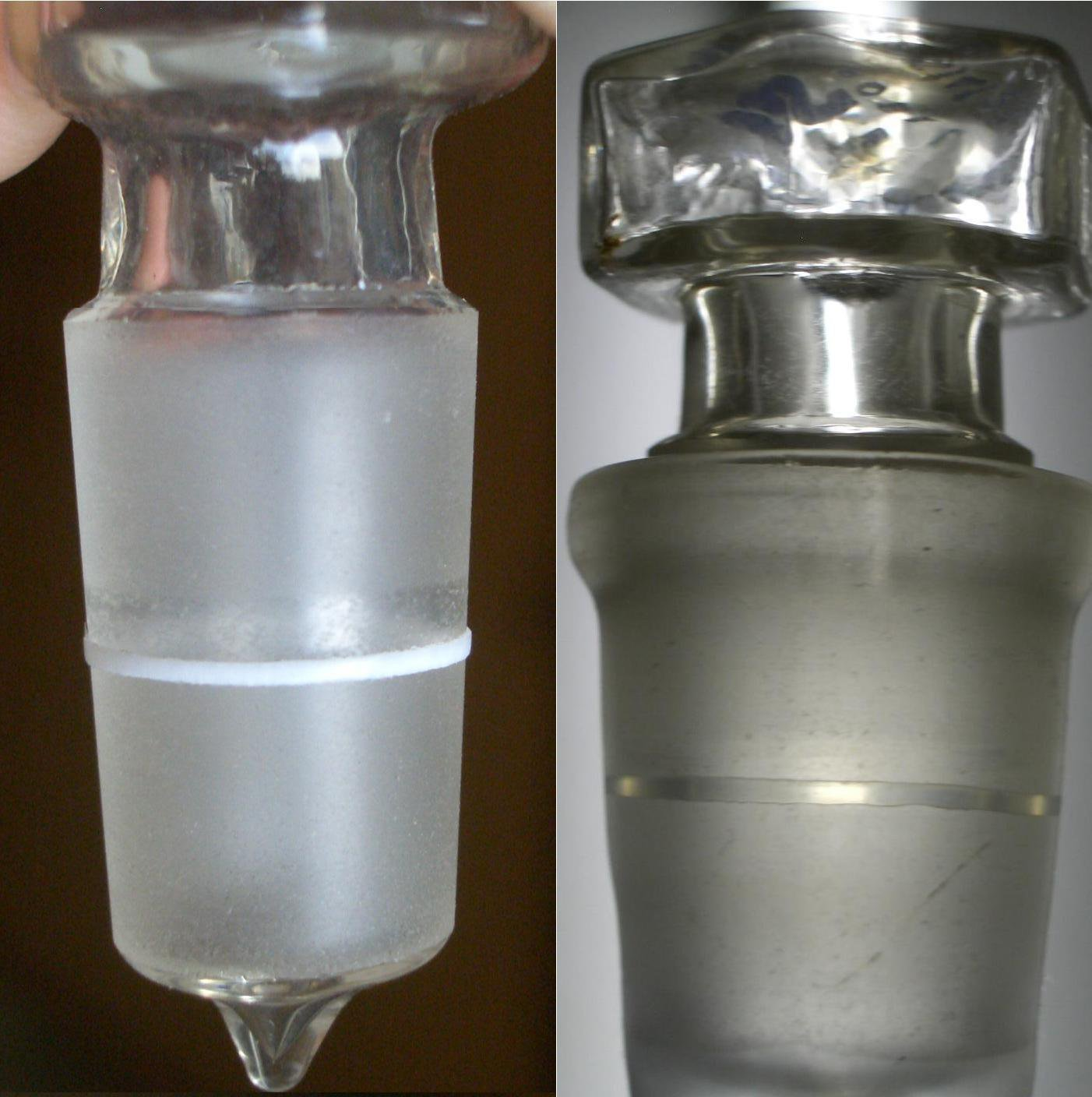
نمونه‌ای از یک محفظه هرمس پوشیده شده توسط پلی تترافلوئورواتیلن

محفظه هرمس (به انگلیسی: Hermetic seal) به طور معمول شامل محفظه‌ای مقاوم در برابر نفوذ هواست که هیچ‌گونه هوایی نه می‌تواند به آن داخل شود و نه از آن خارج گردد. انواع گوناگونی از محفظه‌های هرمس، به دلایل گوناگونی ساخته می‌شوند که در ساخت آنها از موادی چون شیشه، فلز، گریس، نوار آب‌بندی، حلقه چنبری (به انگلیسی: O-ring) و پلی تترافلوئورواتیلن استفاده می‌گردد. 

## استفاده‌ها
میکروب های خرد هوازی را می‌توان در محفظه هرمسی که به شامل محفظه‌ای مقاوم در برابر حرارت و شعله‌های آتش است کشت داد. درون این محفظه  شمعی روشن را قرار می‌دهند و سپس در آن را کاملاً می‌بندند به طوری که هیچ‌گونه هوایی نه می‌تواند به آن داخل شود و نه از آن خارج گردد. در چنین شرایطی هنگامی که شمع در اثر کمبود اکسیژن خاموش می‌گردد، میزان اکسیژن کم باقی‌مانده شرایط مناسب را برای رشد خرد هوازی‌ها فراهم می‌سازد.
از انواع محفظه هرمس به منظور نگهداری غذا، بسته‌بندی، کنسروسازی و بسته‌بندی خلاء استفاده می شود. 
انواع گوناگون محفظه هرمس در زمینه های دیگر بسیاری نیز کاربرد دارند، مانند سامانه میکرو الکترومکانیکی، دماپا، کلید (مدار)، عایق‌سازی بهینه، ساختمان انرژی صفر، معماری پایدار، نگهداری انرژی، ساختمان کم‌مصرف، ساختمان خودمختار، دستگاه نیمه هادی، ساختمان پسیو، ابزار نوری، ساختمان سبز و بایگانی.